# Cristian Díaz (calciatore 1989)
Cristian Hernán Díaz (Villa Constitución, 16 maggio 1989) è un calciatore argentino, difensore del Mitre (SdE).

## Caratteristiche tecniche
È un terzino destro.

## Carriera
Cresciuto nelle giovanili del Newell's Old Boys, esordisce in prima squadra il 4 luglio 2009, ultima partita della stagione, disputando da titolare il match perso 2-1 contro il  Racing Avellaneda.
Segna la sua prima rete il 6 marzo 2014, nella vittoria per 4-1 contro il Vélez, fissando il punteggio sul momentaneo 3-0.
Nel gennaio 2015 viene ceduto a titolo definitivo al Banfield.

## Palmarès

### Club
- Campionato argentino: 1

Newell's: 2013 (C)